# Federació Catalana de Tennis
Federació Catalana de Tennis (FCT) és una federació esportiva catalana que agrupa els practicants de tennis. La seva activitat se centra en la promoció i difusió de l'esport del tennis; l'organització i el control de competició; la formació de jugadors i jugadores; la formació de tècnics i àrbitres i l'assessorament i defensa dels interessos dels clubs i dels esportistes.Forma part de la Unió de Federacions Esportives de Catalunya.
Fou fundada el 24 de març de 1904 com a Associació de Lawn Tennis de Barcelona, que el 1913 s'anomenà Associació de Lawn Tennis de Catalunya i que el 1966 va adoptar el nom actual. El seu primer president fou Guillermo Oliveras, i entre els presidents ha estat Pompeu Fabra (1927-1935). Actualment compta amb 223 clubs afiliats i més de 24.000 llicències. El 2008 va rebre la Creu de Sant Jordi.
El president actual és Jordi Tamayo De Winne des del juny de 2017.